# Zygophyllum loczyi
Zygophyllum loczyi är en pockenholtsväxtart som beskrevs av August Kanitz. Zygophyllum loczyi ingår i släktet Zygophyllum och familjen pockenholtsväxter. Inga underarter finns listade i Catalogue of Life.